# Böhmspint
Der Böhmspint (Merops boehmi) ist ein Vogel aus der Familie der Bienenfresser, auch Spinte genannt. Die vom zentralen und östlichen bis in das südliche Afrika hinein beheimatete Art ist nach dem deutschen Zoologen und Forschungsreisenden Richard Böhm (1854–1884) benannt.

## Merkmale
Der Böhmspint erreicht eine Körperlänge von 17 Zentimetern, sein Gewicht beträgt etwa 20 Gramm. Die Flügel sowie Rücken und Bauch sind grünlich. Der Schwanz ist ebenso wie der Schnabel und der Augenstreif schwarz, die Kehle und die Stirn sind braun-rötlich. Die Iris und die Beine sind braun. Männchen und Weibchen sehen gleich aus.

## Nahrung
Die Nahrung des Böhmspints besteht aus Insekten, wie Schmetterlingen, Bienen und Wespen, Heuschrecken und Ameisen. Sie werden im Flug gefangen und gefressen oder zum Zerkleinern an eine geschützte Stelle gebracht.

## Lebensraum und Verbreitung
Der Lebensraum des Böhmspints sind lichte und dichtere Wälder im südlichen und Äquatorialafrika, vor allem mit Mopane-Bäumen. Er kommt in der Demokratischen Republik Kongo, in Malawi, Mosambik, Tansania und Sambia vor.